# Conseil royal de Macédoine

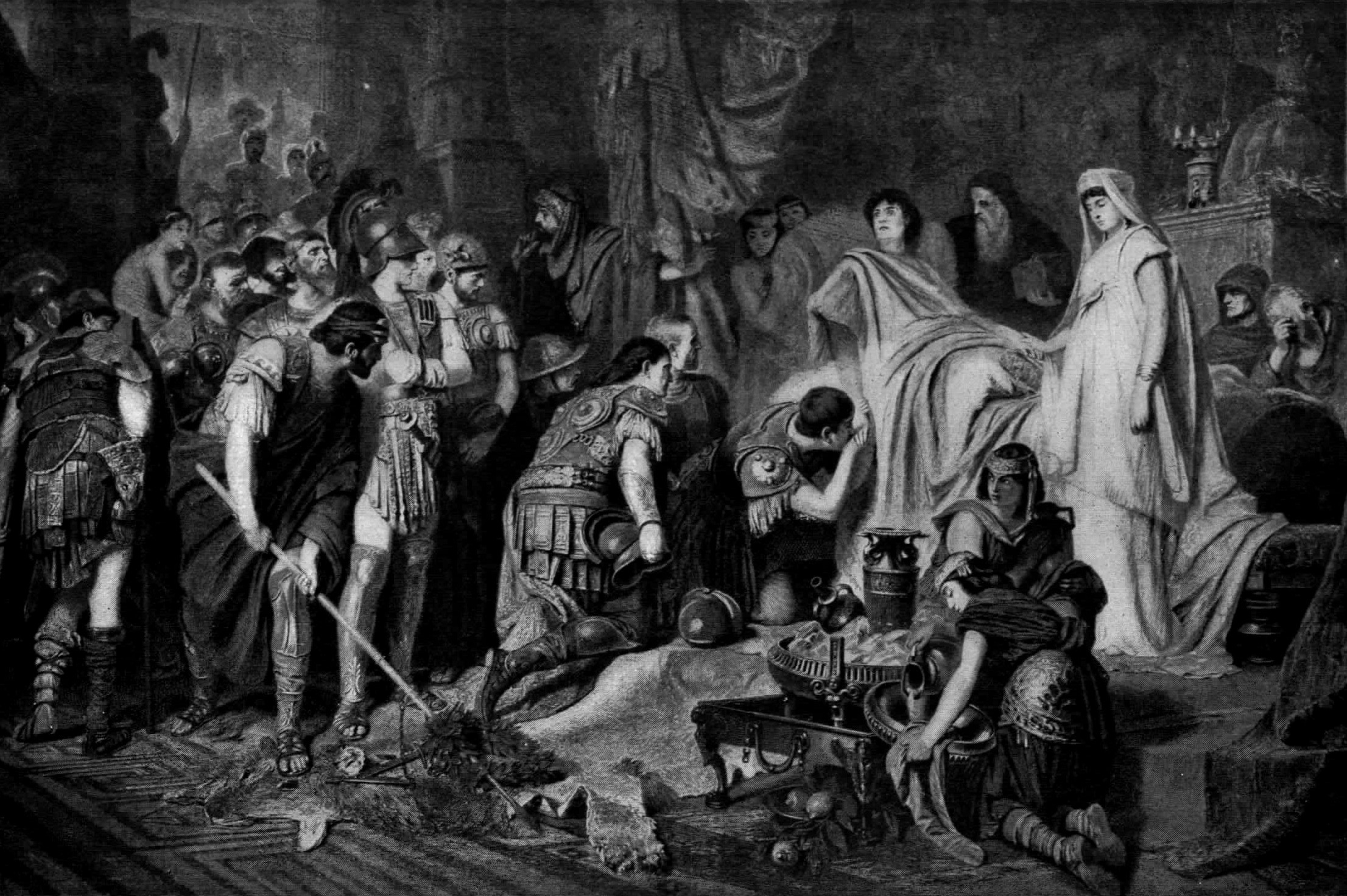
Alexandre le Grand mourant entouré des membres du Conseil royal

Le Conseil royal (en grec ancien συνέδριον / sunédrion) est l'instance probouleutique du royaume de Macédoine, soit qu'elle délibère préalablement sur les propositions qui seront soumises à l'Assemblée des Macédoniens, et le conseil de gouvernement du roi. Il a existé du IVe au IIIe siècle av. J.-C.

## Appellation
Le Conseil est un groupe restreint de personnalités importantes du royaume, choisies et réunies par le roi pour le seconder dans le gouvernement. Ce n'est donc pas une assemblée représentative, mais il peut être élargi en certaines occasions à des représentants des cités et unités civiques du royaume. Dans les sources littéraires, on le trouve désigné le plus souvent sous les formes suivantes : oï axiologôtatoi tôn Makedonôn (Οἱ ἀξιολογώτατοι τῶν Μακεδόνων chez Diodore de Sicile), oï en Makedonia dokimôtatoi (Οἱ ἐν Μακεδονία δοκιμώτατοι chez Aelius), oï en télei Makedonôn (Οἱ ἐν τέλει Μακεδόνων chez Arrien), expressions qui désignent « les plus honorables des Macédoniens » et semblent s'appliquer à la forme la plus étendue du Conseil. Le terme de conseil lui-même, synedrion (συνεδρίον) est présent chez Diodore de Sicile se référant notamment au Conseil de Philippe V. Mais on trouve aussi chez le même auteur et chez Plutarque par exemple l'expression de prôtoi tôn Makedonôn (πρῶτοι τῶν Μακεδόνων) les Premiers des Macédoniens, et d'autres du même genre. Il serait néanmoins erroné de conclure de la diversité de cette nomenclature que le Conseil est une institution purement informelle, dont le rôle et la composition sont mal fixés.

## Composition
C'est dans la description par Quinte-Curce (X, 6, 1) de la réunion du Conseil à la mort d'Alexandre en 323 qu'on trouve détaillée avec le moins d'ambiguïté la composition du Conseil : « À Babylone […] les gardes du corps d'Alexandre firent appeler au palais royal les premiers des amis et les commandants des troupes ».
Les membres du Conseil (synedroi) appartiennent ainsi à trois catégories :
- Les sômatophylaques (en grec littéralement « les gardes du corps ») sont des nobles macédoniens choisis par le roi, au nombre de sept sous le règne d'Alexandre, pour lui servir de gardes du corps honorifiques, mais surtout de plus proches conseillers. C'est un titre honorifique particulièrement prestigieux.
- Les Amis (philoi) ou les Compagnons royaux (basilikoi hétairoi), choisis parmi la haute noblesse macédonienne, sont nommés à vie par le roi . Le terme d'Amis ne préjuge en rien des relations personnelles entre le roi et ses conseillers : les exemples de Philotas et Parménion sous le règne d'Alexandre montrent qu'il pouvait y avoir une réelle inimitié entre le roi et ses « Amis ». La relation est, en fait, un partenariat, scellé par les donations en terres que le roi fait aux Compagnons, auxquelles doivent correspondre des contre-dons attendus (prêts, couronne). Les dons ne lient pas nécessairement le Compagnon au roi car ils lui assurent son indépendance financière et, par conséquent, lui donnent aussi les moyens de sa liberté vis-à-vis de celui-ci.
- Les généraux principaux de l'armée (hégémones tôn taxéôn) également nommés par le roi. Beaucoup d'entre eux sont déjà membres de droit du Conseil en tant que Compagnons. Leur prestige auprès de leurs soldats, généralement issus de la même région qu'eux, en raison du recrutement territorial des unités, les rend pratiquement inamovibles. Lorsqu'ils sont promus, ils parviennent en général à faire nommer un proche pour successeur : ainsi Perdiccas promu sômatophylaque fit-il nommer son frère Alcétas à la tête du taxis d'Orestis-Lynkos, la région de la famille princière à laquelle ils appartiennent.

Le roi a moins de latitude sur la composition du Conseil que les apparences ne pourraient le laisser penser, car beaucoup de membres de la haute aristocratie du royaume en sont membres de droit ex officio. Il ne peut pas non plus renvoyer aisément les membres du Conseil, à moins de leur intenter un procès pour haute trahison devant l'Assemblée, au risque d'un vote populaire négatif. Cette dernière restriction est toutefois plus aisément contournée pour les membres non macédoniens du Conseil — comme les Grecs d'autres régions.

## Compétences
La consultation du Conseil par le roi n'est pas obligatoire, mais fait partie de la coutume constitutionnelle dans de nombreux domaines. Le Conseil exerce ainsi une fonction probouleutique vis-à-vis de l'Assemblée populaire pour la désignation du roi, du régent, des administrateurs et des officiers, pour l'instruction des procès capitaux, pour les déclarations de guerre. C'est la première et l'ultime instance judiciaire pour les cas non capitaux : de nombreux exemples apparaissent pendant le règne d'Alexandre de sessions judiciaires du Conseil, par exemple l'emprisonnement d'Alexandre fils d'Aéropos (Arrien, Anabase 1.25.4).
Le Conseil paraît avoir de larges pouvoirs, se réunir fréquemment : il se prononce ainsi sur l'invasion de l'Asie, sur les propositions de Darius III , les conditions de paix accordées aux peuples vaincus, etc. Ainsi, le fameux échange entre Alexandre et Parménion avant Gaugamèles, lorsque Parménion se prononce pour l'acceptation des conditions avantageuses proposées par Darius (« Si j'étais Alexandre, j'accepterais ce qui est offert et ferait un traité ») et qu'Alexandre lui répond « C'est ce que je ferais, si j'étais Parménion » (Quinte Curce 4.11.10), masque et résume certainement un débat du Conseil sur la question.
Les décisions du Conseil (dogmata) sont collectives : le roi doit convaincre les Compagnons s'il veut que son avis prévale. Le vocabulaire utilisé dans les sources littéraires est le même que celui utilisé par les décrets des assemblées macédoniennes régionales ou locales.
Il peut arriver que le décret du Conseil soit annoncé par le roi sous forme d'une ordonnance (diagramma) ce qui en masque l'origine, et fait apparaître le roi comme le seul responsable d'une décision qui en fait est collective.
La proposition de Ptolémée en 323, lors du débat qui suit la mort d'Alexandre, de confier le gouvernement au Conseil peut ainsi à juste titre être présentée par lui comme une mesure de continuité, dans une certaine mesure, puisque les décisions se prenaient à la majorité (Q. Curce 10.6.15). Mais il s'agissait en fait de transformer le royaume de Macédoine en une « république » et c'est l'attachement des soldats à la dynastie téménide qui y mit fin.
Eumène réalisa partiellement ce gouvernement « républicain » dans la fraction de l'État macédonien qu'il eut en charge en tant que stratège de l'Asie : il gouvernait avec un Conseil d'officiers au sein duquel les décisions se prenaient à la majorité. Plutarque (Eumène 13.11) écrit que ce gouvernement était « comme dans les démocraties » (ôsper en tais dêmokratiais).
Le Conseil reposait en effet sur les principes démocratiques d'iségoria (égalité de temps de parole) et de parrhèsia (liberté de prise de parole) vis-à-vis du roi. L'illustration la plus célèbre en est le débat sur l'Hyphase en 326, lorsqu'Alexandre ne parvient pas à convaincre le Conseil et l'armée de poursuivre plus avant leur aventure militaire. Le caractère exceptionnel de cette occasion tient dans l'opposition entre le roi et son Conseil : d'habitude, le roi essaie d'atteindre un consensus, voire ne se prononce pas avant d'avoir jaugé l'attitude de ses conseillers.

## Évolution
Après la destruction de la monarchie antigonide par les Romains en 167, il est possible que le synedrion ait subsisté, contrairement à l'Assemblée, et soit demeuré ainsi la seule instance fédérale de la Macédoine divisée en quatre mérides : c'est ce qu'on peut déduire de la description par Polybe (telle qu'elle est transmise par Tite-Live) du règlement des affaires macédoniennes par Paul Émile à Amphipolis cette année-là. L'assemblée devant laquelle il expose les mesures décidées est constituée de 10 représentants de chaque cité du royaume, et le texte fait allusion — l'interprétation en est extrêmement controversée — à la création d'une assemblée de ce type, réunissant des représentants des cités de chaque district : ce serait là le nouveau synedrion fédéral — par opposition aux assemblées représentatives de chaque district.
L'existence de cette institution est d'autant plus mal connue que la réduction en province de la Macédoine en 146 mit fin au régime constitutionnel si particulier créé en 167.